# Schitul Hangu
Schitul Hangu a fost un așezământ mănăstiresc ortodox situat în satul Ceahlău din comuna Ceahlău (județul Neamț). El a fost înființat în secolul al XVII-lea ca schit de călugări, dar monahii au fost alungați în anii '30 ai secolului al XIX-lea de boierii din familia Cantacuzino ce au construit un palat în incinta schitului.
Ansamblul fostului schit Hangu a fost inclus pe Lista monumentelor istorice din județul Neamț din anul 2015, având codul de clasificare NT-II-a-B-10608 și fiind alcătuită din următoarele 3 obiective:
- Biserica „Pogorârea Sf. Duh” - datând din sec. XVII, cu adăugiri din sec. XIX și având codul NT-II-m-B-10608.01
- Ruinele palatului cnejilor - datând din secolele XVII - XVIII și având codul NT-II-m-B-10608.02
- Zid de incintă - datând din anul 1676 și având codul NT-II-m-B-10608.03

## Istoric

### Legende
Cu sute de ani în urmă, credincioși cucernici s-au așezat în jurul muntelui Ceahlău. Pustnicii au trăit în grote, nevoindu-se în aceste locuri vitrege. În anumite perioade călugării au înființat schituri care au ars sau au fost acoperite de avalanșe.
Printre schiturile construite la poalele muntelui Ceahlău a fost și Schitul Hangu. Începuturile acestui așezământ nu sunt cunoscute. Călugărul Silvestru a întemeiat în apropiere o mică sihăstrie, numită în documentele de mai târziu „Schitul lui Silvestru”. Unii cercetători ai trecutului presupun că Schitul Hangu ar fi urmașul acelei sihăstrii.
Preotul Constantin Mătasă relatează o legendă legată de întemeierea acestui schit. Câțiva sihaștri au poposit într-o seară pe malul Bistriței, la Lețești. Uitându-se către miazăzi, ei au văzut pe valea dinspre Durău un foc care licărea ca lumina unei candele și au auzit o cântare bisericească. Crezând că acesta este un semn divin, ei au început să se roage și au pornit la drum către flacăra pe care o văzuseră. Au călătorit printr-o pădure deasă și, după câteva ore de drum anevoios, au ajuns într-o margine de poiană unde au văzut că flăcările jucau în frunzișul unuii frasin bătrân. Ei s-au oprit acolo și au construit o bisericuță din acel frasin, tulpina copacului servind o lungă perioadă ca Sfântă Masă. Schitul a primit numele de Silvestru, după numele unuia dintre sihaștri.
Potrivit altei legende, în aceste locuri a trăit un sihastru pe nume Silvestru. El și-a făcut culcușul în scorbura unui frasin mare. Pustnicul a avut o vedenie, în urma căreia a tăiat frasinul și a construit din lemnul lui un paraclis unde a fost înmormântat.

### Începuturile schitului

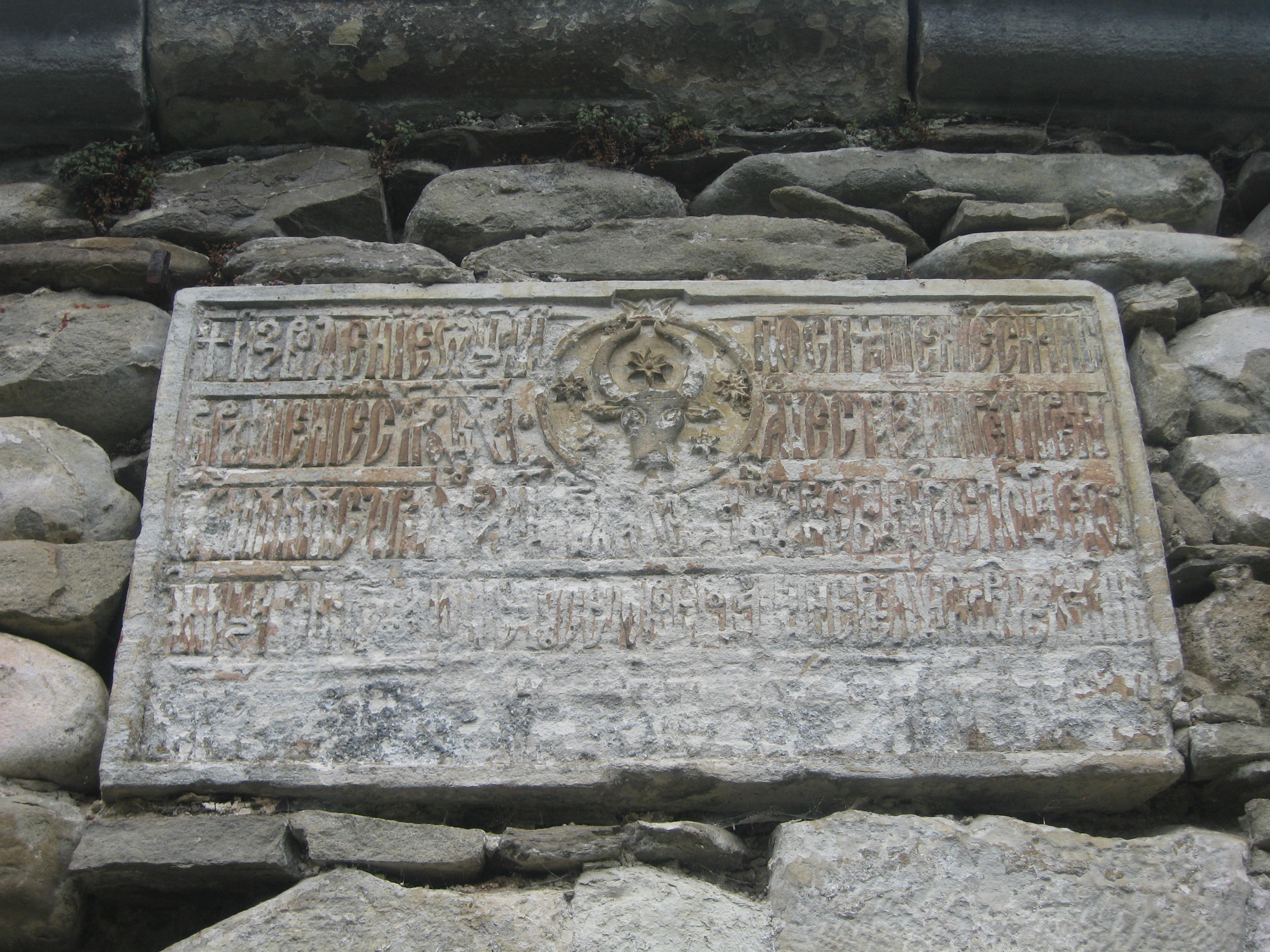
Pisania de deasupra intrării în incinta fortificată

Domnitorul Ieremia Movilă (1595-1600, 1600-1606) a dăruit schitului lui Silvestru terenul pe care era construit așezământul mănăstiresc, această donație fiind întărită printr-un hrisov în 1612 de Ștefan Tomșa al II-lea (1611-1615, 1621-1623). Moise Movilă (1630-1631, 1633-1634) a dăruit schitului în 1631 încă o poiană și o parte din moșia Hangu.
Printr-un document din 6 martie 1638, domnitorul Vasile Lupu a întărit Mănăstirii Pionul, „care mai înainte se numea schitul lui Silvestru”, mai multe „curături”, una dintre acestea „ci au făcut-o săngur Silvestru, starețul acestui sfânt loc”. El i-a dăruit ulterior unele moșii.
Marele paharnic Gheorghe Coci, fratele domnitorului Vasile Lupu (1634-1653), a zidit pe locul vechiului schit în 1639 o biserică cu hramul „Pogorârea Sf. Duh” și a înzestrat-o cu cele necesare. Deși nu există niciun document care să ateste această ctitorire și nici măcar o pisanie originară, construirea bisericii de către Gheorghe Coci este atestată de o inscripție amplasată în pridvorul bisericii cu ocazia reparațiilor executate în anul 1820: „Această sfântă biserică întru care să prăznuiește hramul Pogorârii Sfântului Duh iaste zidită de răposatu Gheorghe hatman frate cu Vasile Voievod, leat 7147 (1639), iar acum 7328 (1820), cum blagoslovenia preasfințitului mitropolit kirio kir Veniamin și prin osârdia cuvioșiei sale ieromonah Iosif, egumenul acestei sfinte mănăstiri, s-au deschis zidirea, s-au tencuit și s-au acoperit. 1820 iunie 8”.
Ctitorul a înzestrat schitul cu odoare și cărți de cult. O parte dintre cărți, dăruite în perioada 1640-1647, se mai păstrează și astăzi. Printre acestea se află un Octoih (dăruit în 1640 „mănăstirii sale nou întemeiate numită «Sub muntele Peon»”), un Triod de post (dăruit în 1644) și câteva Minee pe lunile iunie, iulie și februarie (dăruite în 1644, 1646 și 1647).
Hatmanul Gheorghe Coci a ctitorit mai multe biserici printre care Biserica Înălțarea Domnului din Bozienii de Sus, unele
construcții la Mănăstirea Probota sau refacerea bisericii „Sfânta Maria” din Ismail. După refacerea schitului de către Gheorghe Coci, „Schitul lui Silvestru” a fost menționat în acte ca „Mănăstirea Pionu”.
Domnitorul i-a trimis la 7 august 7149 (1641) pe mitropolitul Varlaam Moțoc al Moldovei, pe episcopul Mitrofan al Romanului, pe episcopul Anastasie al Rădăuților și pe boierii Dumitrașcu Șoldan (mare vornic) și Gavriil (hatman și pârcălab al Sucevei), precum și pe egumenii mănăstirilor Neamț, Bistrița, Bisericani, Pângărați și Agapia pentru a delimita moșia Mănăstirii Pionu. Din documentele emise cu acel prilej rezultă că mănăstirea Pionu stăpânea o mare parte din masivul Ceahlău. Ulterior, marele paharnic Gheorghe Coci a donat și alte moșii cumpărate în această zonă. Vasile Lupu a întărit mănăstirii toate aceste moșii printr-un act din 24 august 1646, acel privilegiu.

### Extinderea mănăstirii

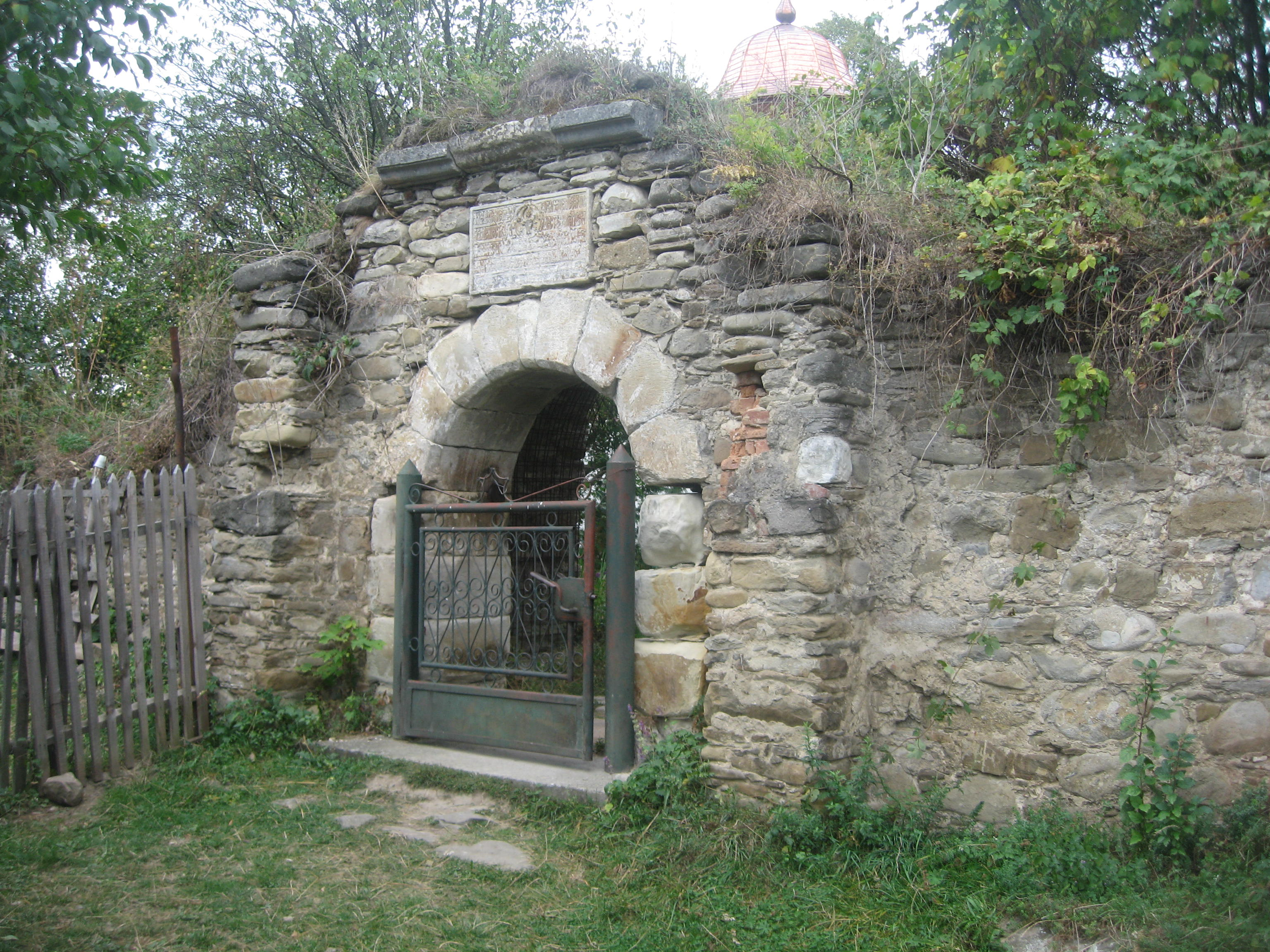
Intrarea în incinta fostului schit

Aflat în Moldova ca prefect al misiunilor catolice, monseniorul Vito Piluzzi din Vignanello menționează existența unei mănăstiri ortodoxe la Hangu într-un raport către Congregația De Propaganda Fide, scris la Baia în 26 august 1671. La începutul anului 1672, Șerban Cantacuzino, viitorul domn al Țării Românești (1678-1688), a fugit în Moldova și s-a ascuns la mănăstirea Hangu după revenirea pe tron a lui Grigore I Ghica (1660-1664, 1672-1673). De acolo el a trecut în Transilvania.
Chiliile mănăstirești au ars într-un incendiu, iar peste ruinele lor Alexandru Ruset, fiul domnitorului Antonie Vodă Ruset (1675-1678) și ginerele hatmanului Gheorghe Coci, a construit pe la anul 1676 un zid de incintă. Deasupra porții de intrare în incintă a fost amplasată următoarea pisanie în limba slavonă: „Cu voia Tatălui și cu ajutorul Fiului și cu săvârșirea Sfântului Duh, acest zid pre împrejurul mănăstirii l-au zidit Io Alexandru Voievoda i gospodja ego Anița snă Io Antonie Ruset Voievoda, gineri lui Gheorghe Hatman. Vleto 7184 (1676) msța august 15”.
Ajuns proprietar al moșiei Hangu, marele vistiernic Toderașcu Cantacuzino (1635-1686) a ridicat un turn circular cu scop de locuință în colțul de nord-est al zidului de incintă. În zidul interior al turnului de colț din dreapta intrării a fost încastrată următoarea pisanie: „Cu voia Tatălui și cu îngăduirea Fiului și cu săvârșirea Sfântului Duh, acesta turn și această portiță l-am zidit eu Toderașcu, marele vistiernic i cneaghina ego Alexandra, în zilele binecinstitorului și de Hristos iubitor Io Antonie Ruset voevoda 7184 (1676) msța iulie 15 zile”. În afară de acel turn a mai fost ridicat în colțul sud-estic un al doilea turn, tot circular, dar de proporții mai reduse.
Fortificarea și înzestrarea ei cu metereze și turnuri puternice au făcut ca mănăstirea să devină în mai multe rânduri un loc de refugiu pentru boierii Cantacuzini. Aceștia puteau trece ușor în Transilvania. Aici s-au adăpostit în 1683, în timpul domniei lui Gheorghe Duca, marele vistiernic Toderașcu Cantacuzino și marele logofăt Nicolae Racoviță, împreună cu alți boieri. Aceștia au refuzat să răspundă la chemarea domnitorului și au trecut în Transilvania. Acest eveniment a fost relatat de Ion Neculce în cronica sa: „De la Domnești, Duca-vodă scriè la camaicani, la Neculai Răcoviță vel-logofătǔ și la Toderașco vel-visternic și la altă boierime, să iasă din Hangu din bejenie, să margă la dânsu la Domnești, să nu să teamă de leși, că leșii sunt niște tălhari. Iar boierii, cum i-au vădzut cartea, îndatǔ au făcut pătăști și au fugit pe potică în Țara Ungurească, în Giurgedǔ, cu toate casăle lor, ca să nu mai dè într-ochi cu Duca-vodă”. Tot pe la Hangu a trecut și vistiernicul Ilie Cantacuzino (d. 1710), fiul lui Toderașcu, care a fugit în Polonia în 1700 după numirea ca domn a lui Constantin Duca. El l-a ajutat să fugă pe bătrânul vistiernic Iordache Ruset, care a scăpat ascuns într-o trăsură. Ulterior s-au adăpostit aici vărul lui Ilie, spătarul Toma Cantacuzino din Țara Românească (în 1605), precum și Maria, soția lui Ilie, după moartea acestuia.
Schitul Hangu a fost închinat în anul 1715 la Patriarhia Alexandriei. Moșiile sale au fost întărite în cursul secolului al XVIII-lea de către Antioh Cantemir (1705), Grigore al II-lea Ghica (1740), Constantin Racoviță (1750 și 1756), Constantin Moruzi (1778 și 1781), Alexandru Mavrocordat al II-lea (1785) etc.

### Desființarea mănăstirii

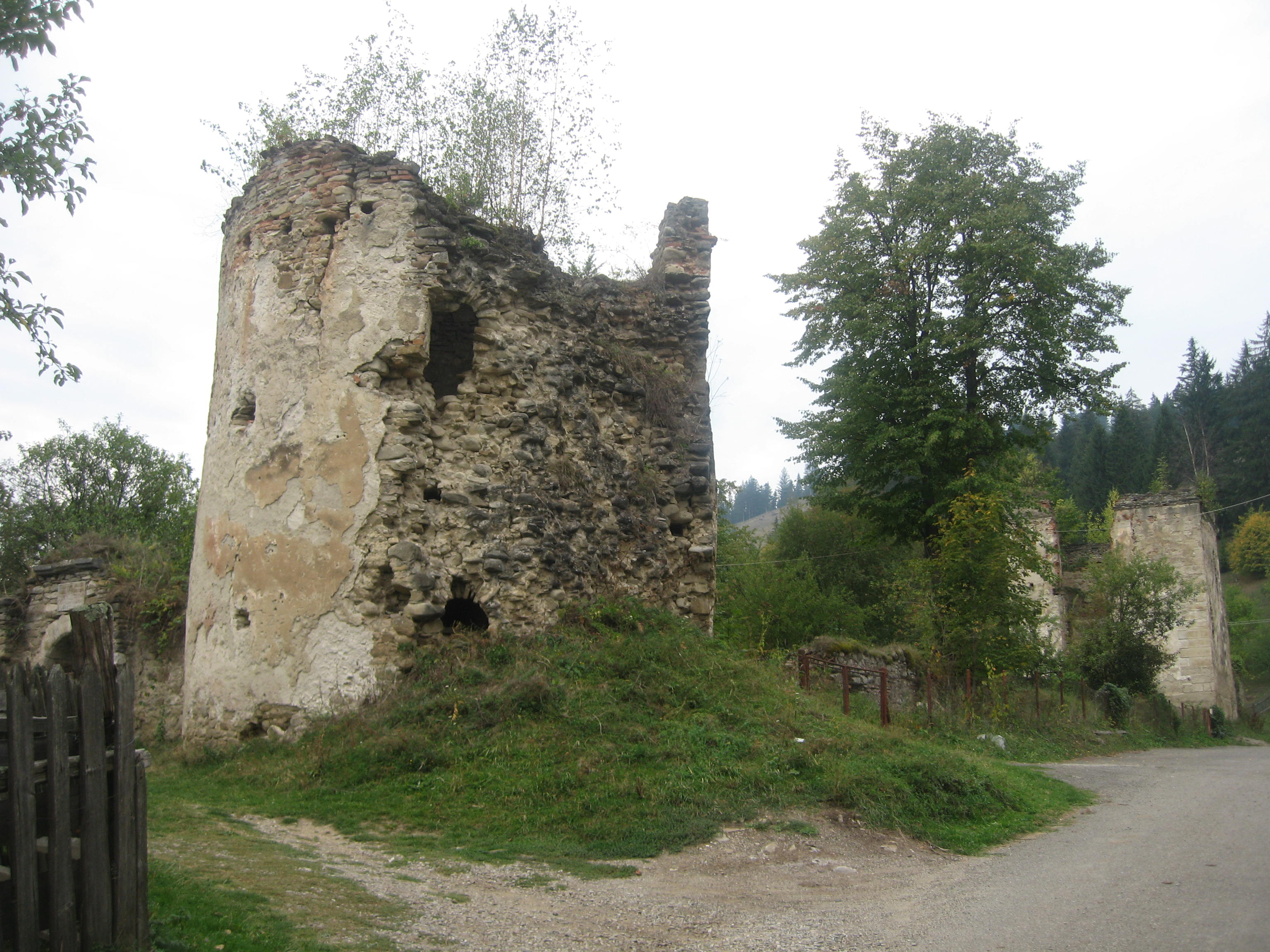
Ruinele incintei fortificate ale fostului schit

Moșia Hangu a fost stăpânită în secolul al XVIII-lea de marele logofăt Iordache Cantacuzino (1688-1759?), nepotul lui Toderașcu, și apoi de urmașii acestuia, marele logofăt Ioniță (1721-1789) și marele comis Matei (1750-1816?). În timp, familia Cantacuzino a început să-și extindă influența în regiune, devenind proprietara moșiilor de pe aproape întreaga vale a Bistriței. Boierii din familia Cantacuzino au râvnit și moșiile dăruite Schitului Hangu de domnitorii Moldovei.
În anul 1791 Matei Cantacuzino a plecat în Rusia cu întreaga familie obținând titlul de cneaz și înalte distincții imperiale. Moșiile au fost administrate de arendași care au încălcat frecvent domeniile schitului. Mănăstirea Hangu începe un lung șir de procese cu boierii Cantacuzini pe care i-a acuzat că au încălcat unele moșii pe care le avea în munți. În anul 1817, domnitorul Scarlat Callimachi emite un hrisov prin care îi confirmă cneazului Gheorghe Cantacuzino (1786-1857), fiul lui Matei, stăpânirea unor moșii ce aparțineau schitului.
Biserica schitului a fost refăcută pe la 1820, prin grija egumenului Iosif și cu binecuvântarea mitropolitului Veniamin Costachi, acest lucru fiind atestat de pisania din pridvorul bisericii. Pereții au fost tencuiți, iar clădirea a fost acoperită. Deoarece prințul Cantacuzino a făcut parte din Eteria, turcii au incendiat biserica în 1821. Lăcașul de cult a fost refăcut doi ani mai târziu.
În ciuda eforturilor mitropolitului Veniamin Costachi, Cantacuzinii au reușit în anii '30 ai secolului al XIX-lea să-i oblige pe călugări să părăsească așezământul monahal, beneficiind de sprijinul ocupanților ruși și ale căror armate au staționat lungi perioade pe teritoriul Principatelor Române. Ei au construit o curte boierească în incinta mănăstirii și un palat cunoscut astăzi ca Palatul Cnejilor. Călugării s-au mutat în 1840 la Schitișor, în jurul unei bisericuțe de lemn, la aproximativ 2 km nord-vest de ctitoria lui Gheorghe Coci.
În anii '40 ai secolului al XIX-lea, Cantacuzinii au dorit să transforme curtea boierească de la Hangu într-o reședință nobiliară fortificată și luxoasă în stilul celor de la Sankt Petersburg. Ei au făcut cheltuieli mari care i-au adus mai târziu la ruină. Au construit un turn pătrat în colțul nord-vestic al incintei (într-un inventar al schitului din 1838 nu sunt menționate decât cele două turnuri rotunde). Chiliile călugărești au fost transformate în locuințe pentru slujitorii boierești, s-au construit noi anexe gospodărești și s-a întărit zidul de incintă.
După eșuarea Revoluției de la 1848 din Moldova, o parte dintre revoluționari printre care frații Vasile și Iancu Alecsandri, Leon Cantacuzino (1818-1874), Alexandru Cantacuzino, Alecu Russo, au scăpat de poliția domnitorului Mihail Sturdza (1834-1849) și s-au refugiat la Hangu „cu speranța să ridice plăieșii și să pornească cu toate satele asupra Iașului”. Planul lor nu a reușit, iar revoluționarii au fugit în Transilvania și în Bucovina.
Membrii familiei Cantacuzino au acumulat în timp mari datorii, iar domnitorul Grigore Alexandru Ghica le-a scos moșiile la licitație. Moșia Hangu a fost cumpărată în anul 1852 de Smaranda Sturza pentru suma de 142.000 galbeni austrieci și olandezi. Cei trei frați Cantacuzino s-au închis în incinta palatului, refuzând să-l predea noilor stăpâni și încercând să ridice în sprijinul lor cetele de hangani înarmați. Ei trec printr-o rezistență îndârjită. Zidurile exterioare ale complexului au fost incendiate cu câlți și smoală. Unul dintre frați se sinucide, iar ceilalți doi au fost arestați după câteva zile și duși la Iași, de unde au fost deportați în Rusia. Membrii familiei Sturza nu au locuit în castel, lăsându-l în părăsire.
Părăsit de călugări, fostul schit a ajuns în uitare în a doua jumătate a secolului al XIX-lea. După acel moment, Palatul Cnejilor a început să se ruineze. Biserica a fost însă utilizată ca biserică de mir de către localnicii satului Ceahlău.
Ansamblul fostului schit Hangu a fost declarat monument istoric în anul 1955. Biserica a fost restaurată în 1958, lucrările efectuate atunci reușind să evidențieze calitățile arhitectonice ale monumentului. Lucrările începute în 1988 au consolidat clădirea prin injectarea de beton în partea sa superioară, fiind distruse astfel elementelw decorative ale fațadei, respectiv cornișa și brâurile de cărămidă pe care se aflau urme de frescă. În martie 2012, Vasile Pruteanu, președintele Consiliului Județean Neamț, declara că în luna următoare va fi analizat un proiect de hotărâre pentru finanțarea lucrărilor de refacere a monumentului arhitectural.
În prezent, din Schitul Hangu nu au mai rămas decât biserica și ruine de ziduri și turnuri.

## Arhitectura bisericii

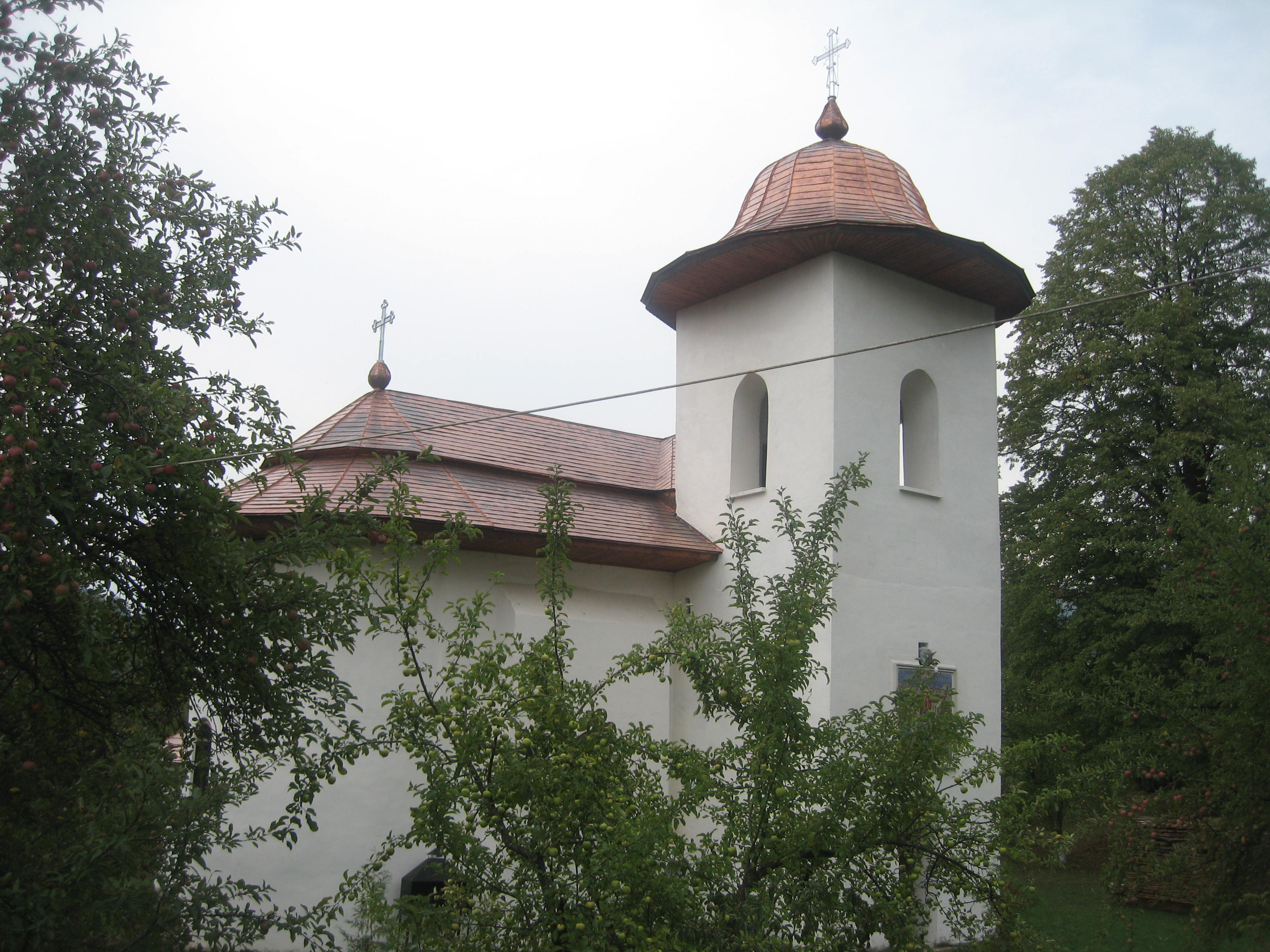
Biserica „Pogorârea Sf. Duh”

Biserica „Pogorârea Sf. Duh” a fost construită în secolul al XVII-lea din piatră și cărămidă. Pe latura nordică a pronaosului a fost adăugat un pridvor deasupra căruia se înalță un turn-clopotniță cu două etaje și cu deschideri crenelate de unde putea trage cu armele asupra invadatorilor. Construcția are două abside laterale de forma unor îngroșări dreptunghiulare, iar absida altarului are formă semicirculară. Intrarea în biserică se face pe ușa situată pe latura nordică, pe sub turnul-clopotniță.
Interiorul bisericii este compartimentat în patru încăperi: pridvor, pronaos, naos și altar. Pridvorul este îngust și are deasupra sa turnul-clopotniță. Pronaosul este acoperit cu o calotă sferică sprijinită pe patru arce în consolă. El este luminat printr-o fereastră cu ancadrament de piatră situată pe latura sudică. În peretele sudic al pronaosului se află o ușă scundă de brad pe unde se accede la o scară de piatră ce urcă în clopotniță.
Între pronaos și naos se află o deschidere în arcadă. Pe pereții vestici ai naosului, de o parte și de alta a deschiderii, se află două icoane mari (Iisus Hristos și Fecioara cu Pruncul) care datează din a doua jumătate a secolului al XIX-lea. Naosul are la partea de sus o calotă ce se sprijină pe arce dublouri, având baza ornamentată cu un brâu zimțat în relief. Cele doupăabside laterale sunt semicilindrice în interior și dreptunghiulare în exterior, fiins străpunse în ax de o fereastră terminată în semicilindru. Altarul este separat de naos printr-o catapeteasmă din lemn de tei aurit, confecționată în stil baroc și montată pe două bârne orizontale de brad, încastrate în pereții laterali ai altarului. În partea sudică a altarului a fost adăugată ulterior o veșmântărie de formă dreptunghiulară, având o intrare pe latura vestică.

## Zidul de incintă
Schitul a fost împrejmuit în anul 1676 cu un zid de incintă construit din piatră de râu legată cu mortar. Cercetătorii presupun că zidurile aveau patru turnuri de colț, după cum scrie și Vasile Alecsandri în povestirea „O primblare la munți” (1844). La momentul ridicării zidului au fost construite două turnuri circulare în colțurile de nord-est și sud-est au fost înălțate, cel dinspre nord fiind mai mare și având și rolul de locuință. Ele protejau latura de est unde se afla poarta de intrare în incintă.
Mai târziu a fost înălțat și un turn dreptunghiular în colțul de nord-vest, cu rol de locuință. El datează probabil din perioada în care cnejii Cantacuzini au transformat mănăstirea în palat și au realizat importante adăugiri. Această ipoteză decurge din analiza atentă a structurii construcției, a materialelor folosite și mai ales a racordurilor între turnuri și zidul de incintă. Turnul din colțul sud-vestic lipsește astăzi, dar cercetătorii presupun că aceasta ar fi existat și ar fi avut aceeași destinație ca și cel din colțul de nord-vest. Cercetările arheologice efectuate în anii 1955-1958 au evidențiat faptul că zidurile beciurilor și ale construcțiilor de suprafață de pe latura vestică se întrerup acolo unde ar fi trebuit să fie ultimul turn de colț.

## Călători și legende
La invitația lui Gheorghe Cantacuzino și a fraților săi, multe personalități marcante ale epocii precum scriitorul și publicistul german Wilhelm von Kotzebue, soțul Aspaziei, sora Cantacuzinilor, scriitorul francez Jean Alexandre Vaillant, Vasile Alecsandri, Gheorghe Asachi sau Alecu Russo au poposit la Hangu.
Aflat la Hangu în 1842, Vasile Alecsandri a scris poezia „Sora și hoțul” în care se vorbește despre o călugăriță care fusese adusă de copilă la mănăstire. Văzând-o că-și plânge soarta, un haiduc îi propune să fugă împreună cu el pentru a fi astfel fericită. În povestirea „O primblare la munți” (1844), scriitorul relatează o călătorie prin munți la Mănăstirea Pângărați, ocazie cu care a ajuns la schitul Hangu și la schitul Durău. Deși erau flămânzi, ei au plecat de la Hangu la Durău, unde, după ce s-au rătăcit pe drum și au fost călăuziți de un cioban, au aflat că nu se găsește nimic de mâncare. Ei au făcut drumul înapoi la Hangu, unde au mâncar „ca lupii din Valahia”.
În scrierea postumă „Piatra Teiului (Legendă)”, Alecu Russo relatează o călătorie prin munții Moldovei, amintind și de „săhăstria de la Hangu, care în veacul nostru prea pozitivist nu mai e cercetată decât din nelegiuită curiozitate”. Aceasta se află „într-o întunecată adâncătură”. Locuitorii din satul Hangu„mărginit de doi munți între care curge Bistrița”  (denumiți și hangani) sunt considerați cinstiți, liniștiți și domoli la vorbă, aceasta datorându-se faptului că se află pe moșiile cneazului Cantacuzino.
La Hangu s-au refugiat pentru o scurtă perioadă o parte dintre participanții la Revoluția de la 1848 din Moldova, printre care frații Vasile și Iancu Alecsandri, Leon Cantacuzino, Alexandru Cantacuzino, Alecu Russo. Ei sperau „să ridice plăieșii și să pornească cu toate satele asupra Iașului”. Planul lor a eșuat, iar revoluționarii au fugit în Transilvania și în Bucovina.
Evenimentele acelea sunt relatate și de Vasile Alecsandri în „Un episod din anul 1848”, fragment apărut în 1869 ce reprezentă partea a doua a romanului neterminat Dridri. Revoluționarul căruia autorul îi dă numele de Vali ajunge la Hangu unde speră să-i ridice pe țăranii munteni la luptă. El le vorbește țăranilor chemați la curtea prințului Cantacuzino, îndemându-i să pornească la luptă. Auzind că prințul G., unul din șefii miliției, plecase cu un regiment de soldați și cu o ceată numeroasă de slujitori pentru a-i prinde pe revoluționarii refugiați la Hangu, ei hotărăsc să se retragă „mai în fundul munților, în schitul Hangului, unde sunt ziduri, unde sunt patru turnuri și unde apă este”. Prințul, revoluționarii și țăranii pornesc a doua zi dimineața către schitul Hangului, care devenise un „loc singuratic, pe care moartea pusese acum stăpânire și care inspira sufletului o adâncă tristețe”. Poetul descrie astfel starea schitului la acel moment: „Acest schit, odinioară adăpost de călugărițe, era acum părăsit și începea a se degrada. Ca toate mănăstirile vechi, ascunse între munți, era întărit cu ziduri nalte și cu patru turnuri ridicate pe la unghiuri. Unul din aceste turnuri, sub care se deschidea poarta, servea de clopotniță. Înlăuntrul zidurilor se găsea o biserică mică de piatră și câteva chilii prin care șuiera vântul pustietății. Iarba crescuse mare în ogradă și acoperise lespezile mormintelor de pemprejurul bisericii; câteva cruci de lemn zăceau răsturnate, prin buruieni, ca o tristă mărturie de părăsire”. Femeile s-au adăpostit într-o chilie, iar bărbații s-au pregătit pentru apărarea fortificației. Câte opt pușcași au fost așezați în fiecare turn, iar o gloată de țărani au fost postați împrejurul schitului. Un preot de la Schitul Durău a deschis biserica și a ținut în acea noapte slujba de Înviere. Revoluționarii au vegheat toată noaptea, dar știrea că vin soldații s-a dovedit a fi falsă.
În jurul schitului și a palatului s-au țesut legende. Alexandre Dumas a scris romanul Strigoiul Carpaților, a cărui acțiune se desfășoară în jurul turnului pătrat de la Hangu. Preotul Constantin Mătasă relata la începutul secolului al XX-lea că localnicii afirmau că văzuseră noaptea focuri albastre pâlpâind deasupra unor pretinse comori ascunse sau umbre care intrau în hrubele adânci, scoțând sunete sinistre.

## Imagini

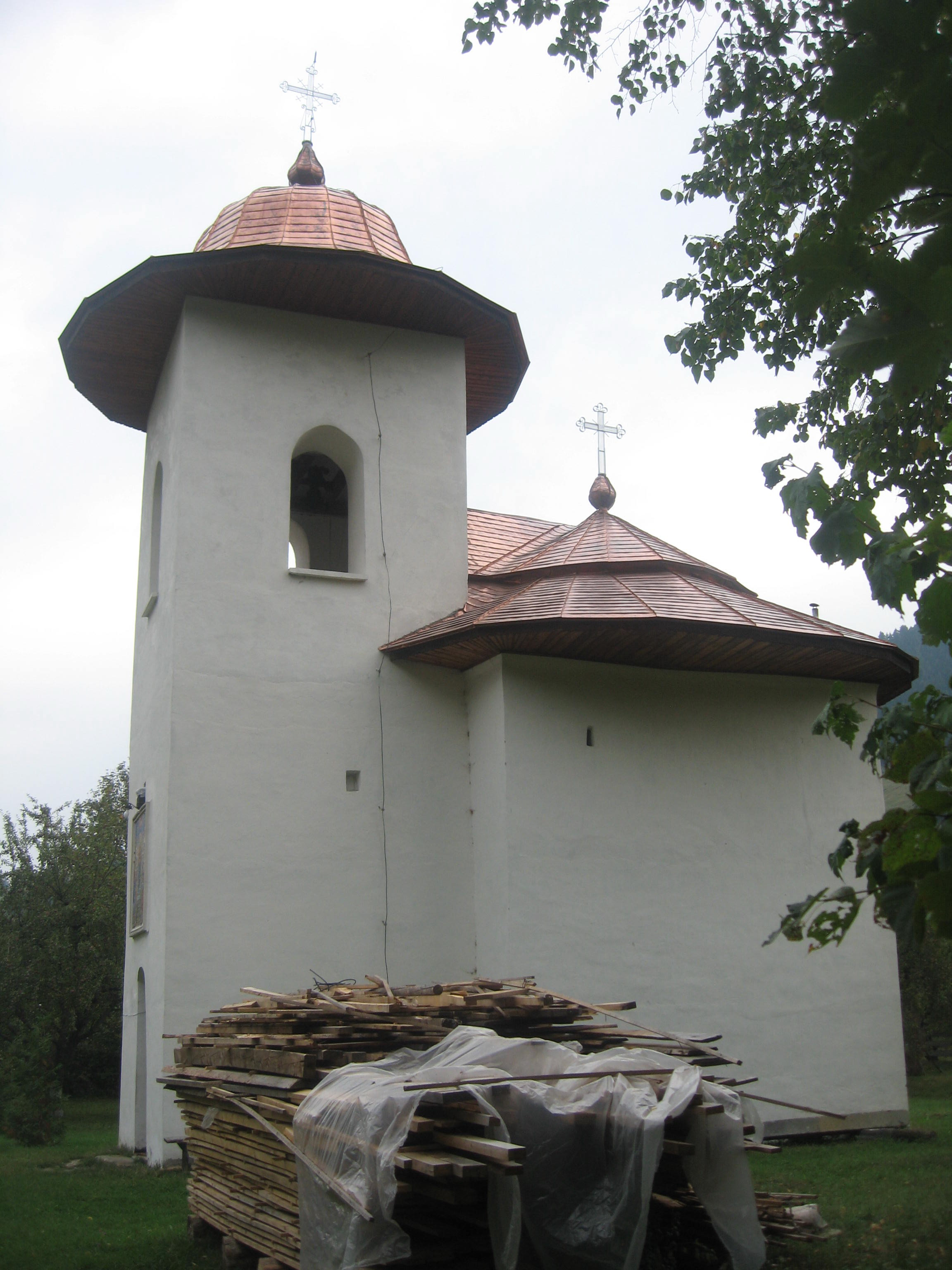
Vedere dinspre vest
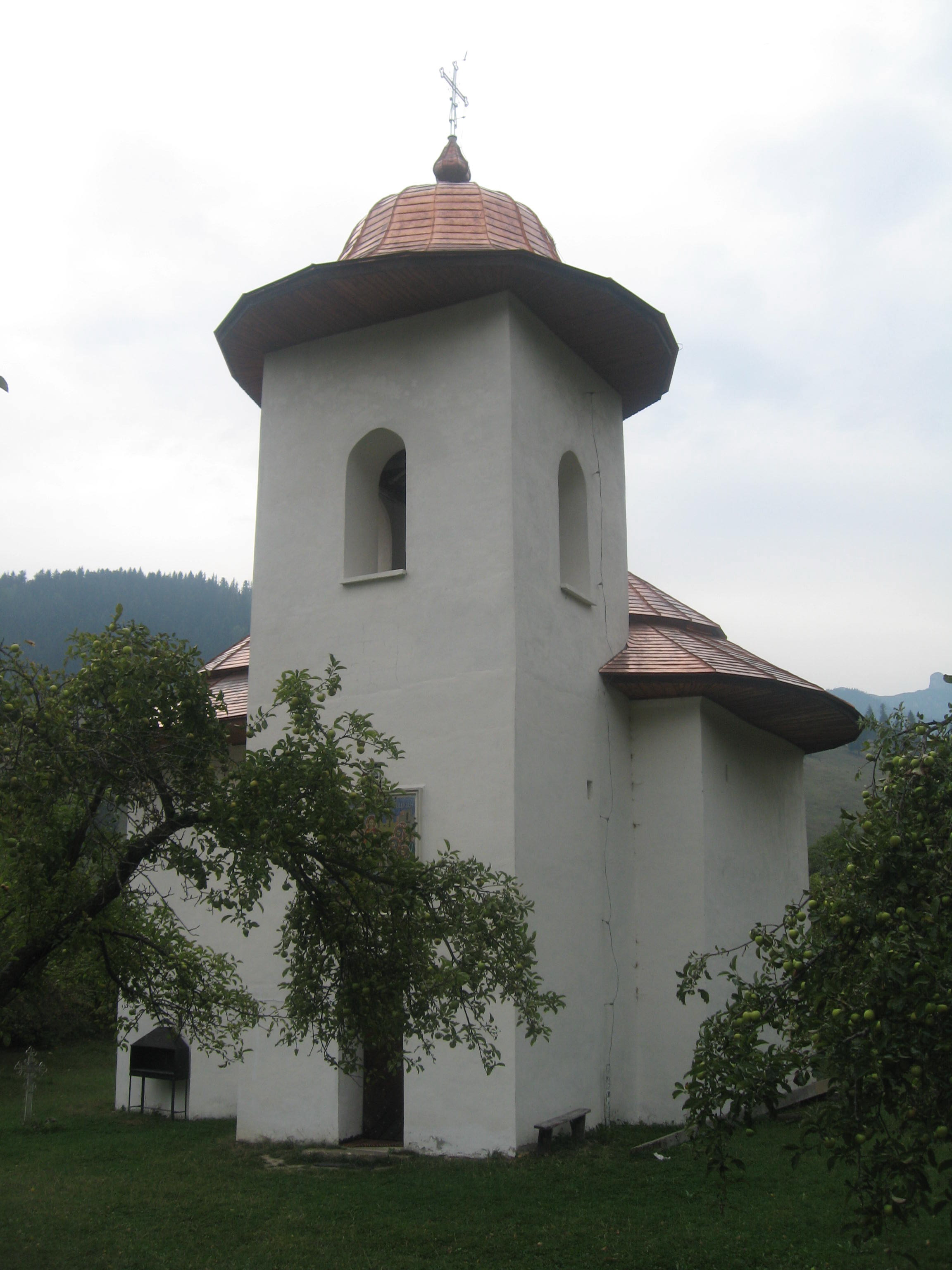
Vedere dinspre nord-vest
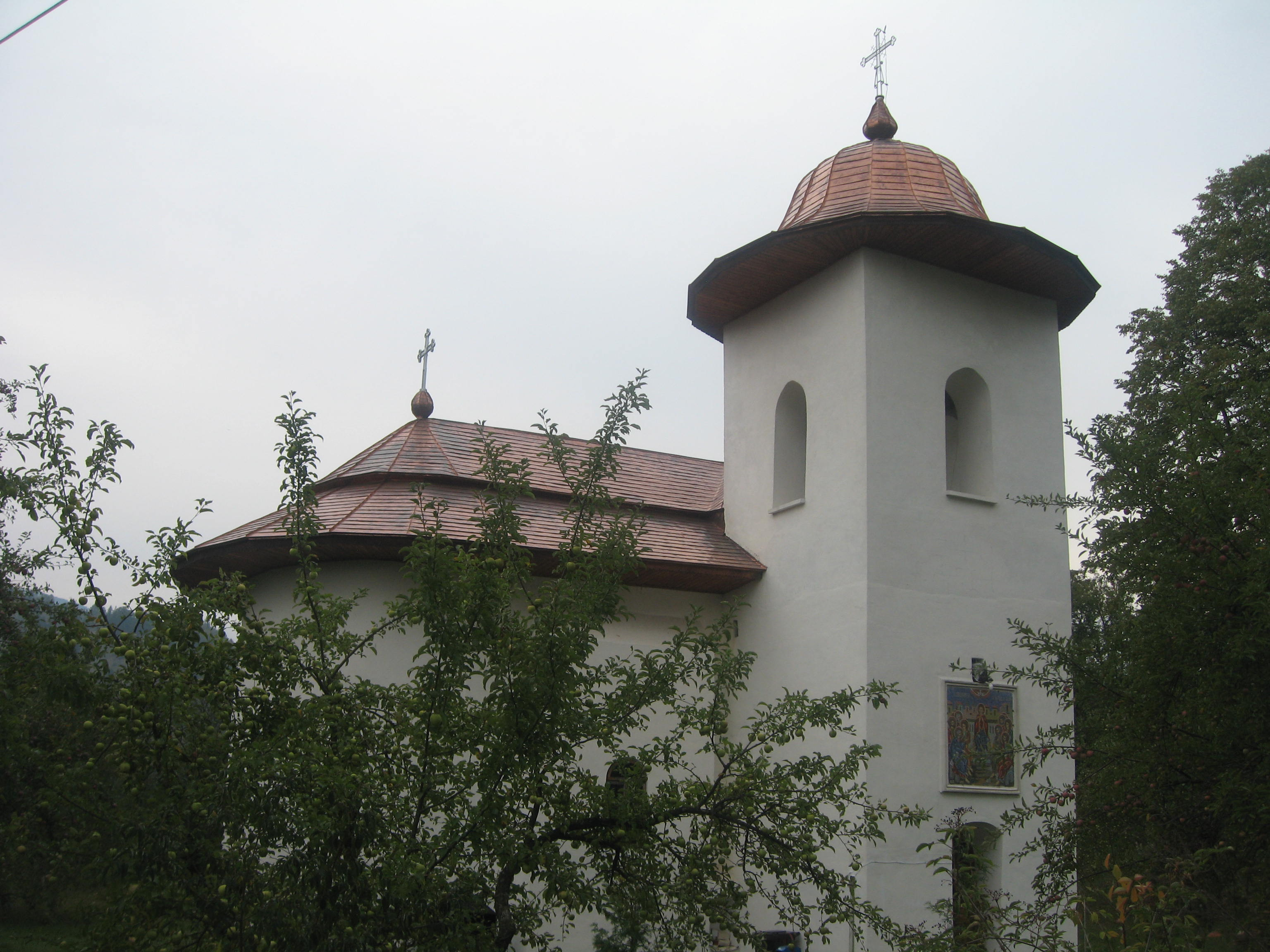
Vedere dinspre nord
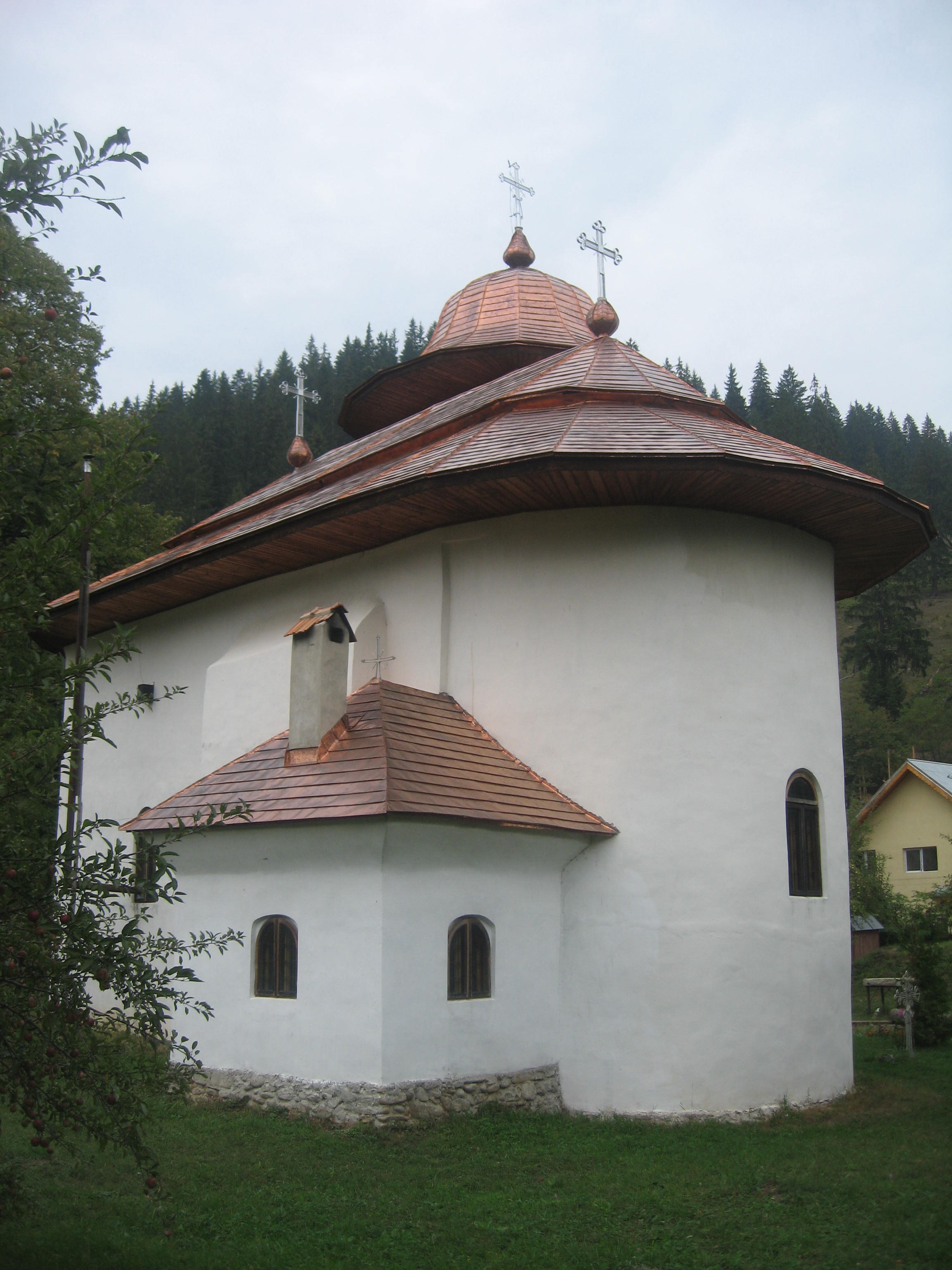
Vedere dinspre sud-est
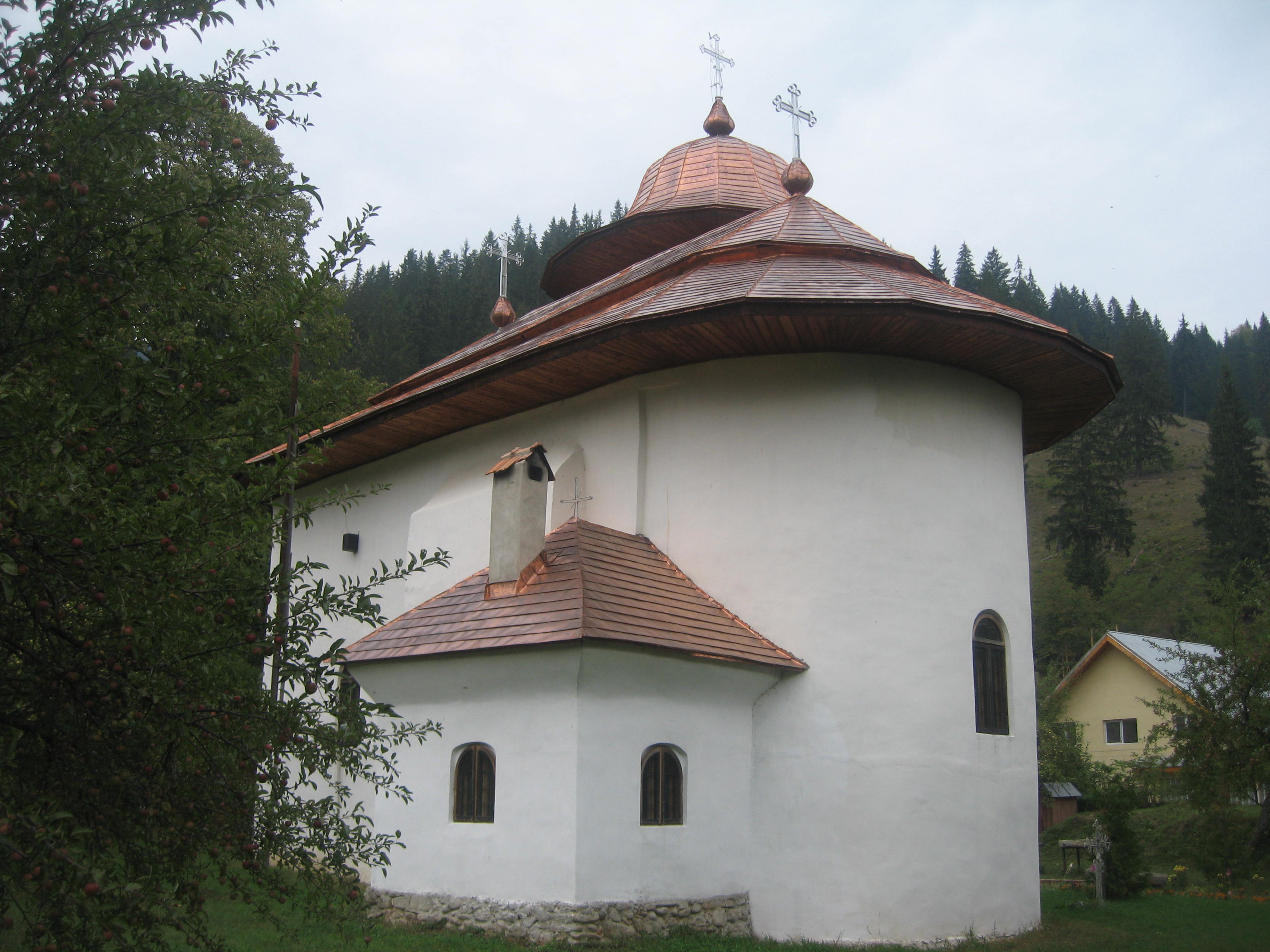
Vedere dinspre sud-est
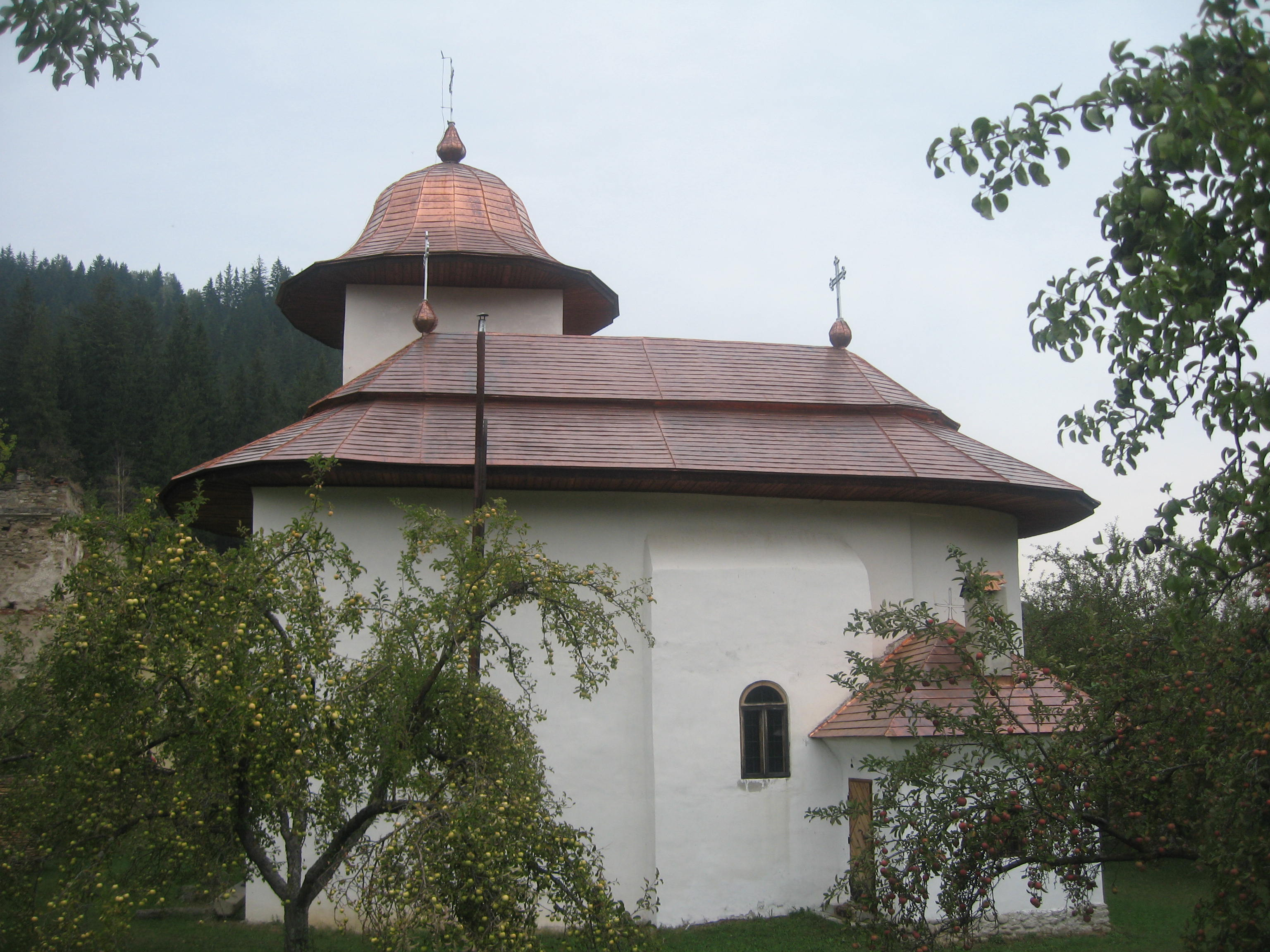
Latura sudică a bisericii
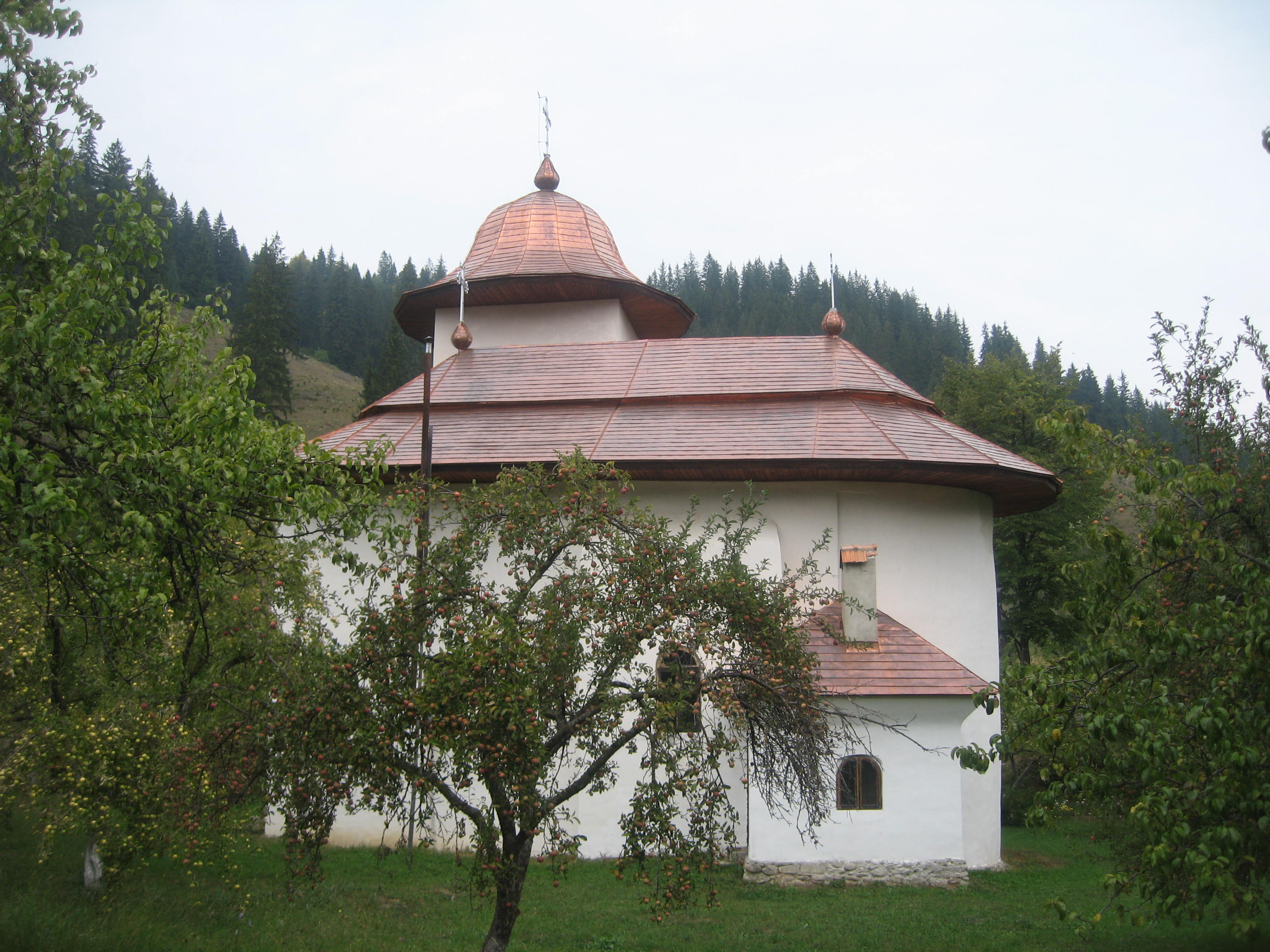
Latura sudică a bisericii
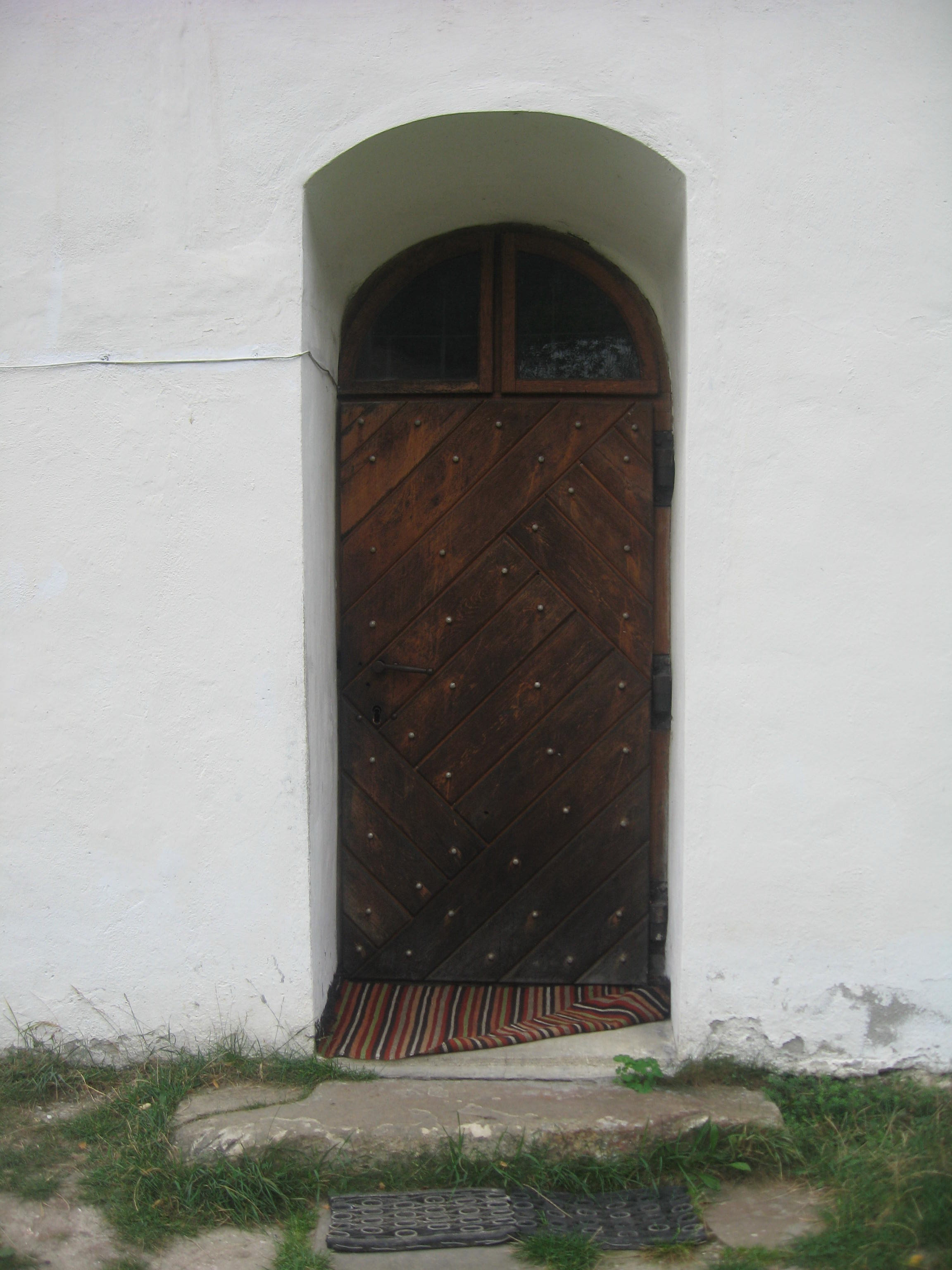
Portalul de intrare în biserică